# Lorenzo Flaherty
Lorenzo Flaherty (né le 24 novembre 1967 à Rome) est un acteur italien, né de père irlandais et de mère italienne.

## Biographie
Après ses débuts en 1986 dans le film Démons 2, réalisé par Lamberto Bava, Lorenzo Flaherty travaille au théâtre en interprétant le rôle principal dans Macbeth.
Son premier grand rôle au cinéma fut dans le film Rendez-vous à Liverpool (1988), qui lui a permis de se faire connaitre. Son rôle le plus connu est celui du capitaine Riccardo Venturi dans les cinq premières saisons de la série télévisée Les Spécialistes : Investigation scientifique.
En 2017 il participe à la saison 2 de Grande Fratello VIP.

## Filmographie

### Cinéma
- 1986 : Démons 2 (Demoni 2)
- 1987 : Sicilian Connection
- 1988 : Rendez-vous à Liverpool
- 1988 : Ciao ma
- 1990 : Au nom du peuple souverain (In nome del popolo sovrano)
- 1991 : Voci dal profondo
- 1993 : Bugie rosse
- 1994 : La ragazza di Cortina
- 1996 : Festival de Pupi Avati
- 1997 : Porzûs
- 1997 : Un giorno, un giorno, una notte
- 1998 : Odi et amo
- 1999 : Vacanze sulla neve
- 2000 : Il conte di Melissa
- 2000 : La donna del delitto
- 2004 : Le barzellette
- 2004 : Coppia da sballo
- 2012 : Quando il sole sorgerà, de Andrea Manicone
- 2012 : Il ragioniere della mafia, de Federico Rizzo

### Télévision
- 1989 : Aquile
- 1989 : Oceano
- 1991 : La montagna dei diamanti
- 1993 : Passioni
- 1993 : Delitti privati
- 1993 : Piazza di Spagna (mini-série)
- 1995 : Voci notturne (mini-série)
- 1996 : La signora della città
- 1997 : La dottoressa Giò
- 1997 : Un posto al sole
- 1998 : Angelo nero
- 1998 : Le Cœur et l'Épée
- 1999 : Tre stelle
- 2000 : Giovanna, commissaire (Distretto di Polizia)
- 2002 : Les Destins du Cœur (Incantesimo)
- 2004 : Madame
- 2004 : Amiche (mini série)
- 2005 - 2009 : RIS: Delitti imperfetties - Capitaine Riccardo Venturi